# Vincent Flemmi
Vincent J. Flemmi, detto Jimmy The Bear (Boston, 5 settembre 1935 – Norfolk, 16 ottobre 1979) è stato un mafioso statunitense, di origini italiane.
Insieme al fratello Stephen e Whitey Bulger, fu complice di una serie di diversi crimini, operando nella cricca criminale Winter Hill Gang, negli anni sessanta e settanta. Flemmi fu arrestato nel 1969 e condotto in prigione; dieci anni dopo morì in carcere per overdose.